# پروین سلیحی
پروین سلیحی (زادهٔ ۱۳۳۶ در اصفهان) نمایندهٔ حوزهٔ انتخابیهٔ تهران در دورهٔ چهارم مجلس شورای اسلامی بوده‌است. او در این مدت عضو کمیسیون بهداری و بهزیستی و امداد و تأمین اجتماعی و هلال احمر بوده‌است. او مشاور امور بانوان صدا و سیما و از اعضای شورای فرهنگی، اجتماعی زنان نیز بوده‌است.

## زندگی‌نامه
پروین سلیحی در سال ۱۳۳۶ در اصفهان زاده شد. او در ۱۶ شهریور ۱۳۵۱ در ۱۷ سالگی با مرتضی لبافی‌نژاد ازدواج کرد که از این ازدواج فرزندی به نام یاسر دارد. همسرش که از فعالان سیاسی و از مبارزین علیه حکومت پهلوی بود، در ۴ بهمن ۱۳۵۴ در تهران تیرباران شد. خود او نیز تا پیش از وقوع انقلاب اسلامی چندین بار توسط ساواک دستگیر شد.
سلیحی پس از انقلاب تحصیلات دیپلم خود را به پایان رساند و سپس در رشته کاردانی مامایی در دانشگاه علوم پزشکی اصفهان پذیرفته شد و تحصیلات خود را تا کارشناسی ارشد بهداشت مادر و کودک ادامه داد. او در سال ۱۳۷۱ به عنوان نماینده مردم تهران در مجلس شورای اسلامی انتخاب شد و پس از مجلس هم در دو دوره ۱۰ ساله مشاور امور بانوان صدا و سیما بود که به واسطه آن، در شورای فرهنگی، اجتماعی زنان هم حضور داشت.

## تاریخچه انتخابات
| سال  | انتخابات | رای       | درصد  | نتیجه |
| ---- | -------- | --------- | ----- | ----- |
| ۱۳۷۰ | مجلس     | ۱٬۰۲۵٬۶۲۹ | ۳۶٫۶۰ | برنده |